# Маліно (платформа)
Маліно — залізнична пасажирська платформа головного ходу Жовтневої залізниці (Ленінградського напрямку), у складі лінії МЦД-3. Розташована у Солнечногорську.
Складається з двох берегових високих пасажирських платформ (№ 2, у напрямку з Москви, розташованої біля 2 колії, та № 1, у напрямку до Москви, розташованої у нової 1-ї колії), з'єднаної з обох сторін залізниці пішохідним містком (в західній частині).
Вихід на південь — в основну частину селища Маліно, в даний час входить до складу району Крюково. Вихід на північ — в малу частину селища, зараз входить до складу району Старе Крюково. Платформа розташовується на самій межі населеної території, на схід від неї починається лісовий масив.